# Holmedals distrikt
Holmedals distrikt är ett distrikt i Årjängs kommun och Värmlands län. Distriktet ligger omkring Holmedal i västra Värmland. 

## Tidigare administrativ tillhörighet
Distriktet inrättades 2016 och utgörs av Holmedals socken i Årjängs kommun.
Området motsvarar den omfattning Holmedals församling hade vid årsskiftet 1999/2000.

## Tätorter och småorter
I Holmedals distrikt finns två småorter men inga tätorter.

### Småorter
- Fölsbyn (del av)
- Holmedal